# Jean Rivière
Jean Rivière, né en 1853 à Toulouse et mort en 1922, est un sculpteur français.

## Biographie
Fils d'artisans ébénistes, il passe son enfance à Saint-Paul-Cap-de-Joux puis étudie à l'école des Beaux-Arts de Toulouse. Il s'y lie d'amitié avec Antoine Bourdelle, Jules Jacques Labatut et Henri Martin qui deviendra le parrain de sa fille Hélène Rivière. Il ne remporte pas le Grand Prix municipal qui lui aurait permis de poursuivre ses études à Paris. En 1890, il devient professeur de sculpture ornementale à l'école des Beaux-Arts de Toulouse. En 1907, il crée un atelier du bois aux Beaux-Arts.
Il expose au Salon des artistes français en 1882, reçoit une mention honorable en 1887 et devient membre de la Société des artistes français en 1893.

## Vie privée
Il est marié avec Pauline Rivière, brodeuse qui reçoit un prix pour son art et membre de la Société des artistes méridionaux. Ils ont une fille ensemble : la peintre Hélène Rivière.

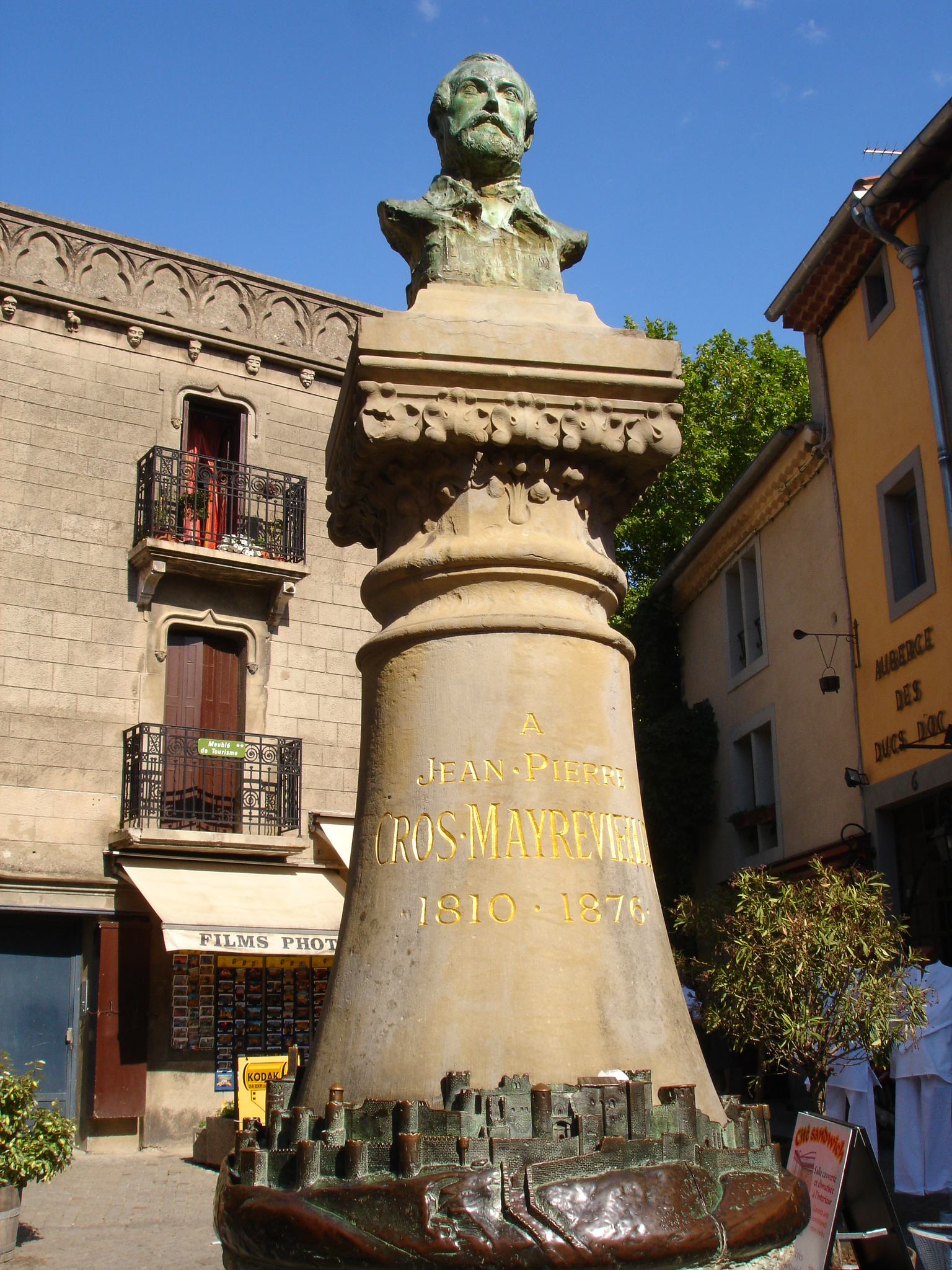
Buste de Cros-Mayrevieille (1911)

## Collections publiques
- Le Pont de Saint-Paul-Cap-de-Joux, huile sur toile, Musée du Pays de Cocagne[5].
- Théodora, médaillon florentin (vers 1891), sculpture en plâtre, Musée des Augustins[6].
- La Vision (1895), médaillon en bronze étamé, Musée d'Orsay[2].

- Buste de Cros-Mayrevieille (1911), place du Château à Carcassonne[7].